# سایزو سایتو
سایزو سایتو (به انگلیسی: Saizo Saito) بازیکن فوتبال اهل ژاپن و عضو تیم ملی فوتبال ژاپن است که در تاریخ ۲۵ اوت ۱۹۳۰ میلادی اولین بازی ملی‌اش را انجام داد. او در ۲ بازی ملی حضور داشت و آخرین بازی ملی خود را در تاریخ ۲۹ مه ۱۹۳۰ میلادی انجام داد. سایزو سایتو در بازی‌های ملی‌اش
گلی به ثمر نرساند.